# 4-cresolo deidrogenasi (idrossila)
La 4-cresolo deidrogenasi (idrossila) è un enzima appartenente alla classe delle ossidoreduttasi, che catalizza la seguente reazione:
4-cresolo + accettore + H2O ⇄ 4-idrossibenzaldeide + accettore ridotto
L'enzima è un flavocitocromo c (FAD). La fenazina metosolfato può agire come accettore; come intermedio viene probabilmente generato un chinone metide. La prima idrossilazione genera il 4-idrossibenzil alcol; la seconda lo converte in 4-idrossibenzaldeide.